# Balingoan

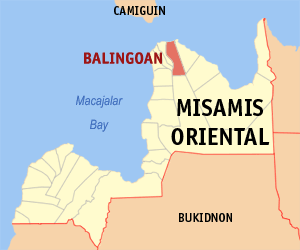
Bản đồ Misamis Oriental với vị trí của Balingoan

Balingoan là một đô thị hạng 5 ở tỉnh Misamis Oriental, Philippines. Theo điều tra dân số năm 2000 của Philipin, đô thị này có dân số 8.197 người trong 1.600 hộ.

## Các đơn vị hành chính
Balingoan được chia ra 9 barangay.
- Bauk-bauk Pob.
- Dahilig
- Kabangasan
- Kabulakan
- Kauswagan
- Lapinig
- Mantangale
- Mapua
- San Alonzo